# البريد الوارد من جي ميل
البريد الوارد من جي ميل هي خدمة بريد إلكتروني تم تطويرها بواسطة جوجل. وتم الإعلان عنه بشكل محدود فقط في 22 أكتوبر 2014 ، وتم إصداره رسميًا للعامة في 28 مايو 2015. تم إيقاف تشغيل البريد الوارد بواسطة Google في 2 أبريل 2019.
متوفر على الويب ، ومن خلال تطبيقات الأجهزة المحمولة لنظامي التشغيل أندرويد وآي أو إس ، يهدف البريد الوارد من جي ميل إلى تحسين إنتاجية البريد الإلكتروني وتنظيمه من خلال العديد من الميزات الرئيسية. تجمع الحزم رسائل البريد الإلكتروني الخاصة بالموضوع نفسه معًا ، وتسلط الضوء على تفاصيل مفتاح السطح من الرسائل ، كما مكّنت للمستخدمين التذكيرات ، والمساعدة ، ووظيفة الغفوة للتحكم في ظهور معلومات محددة. كما مكّنت التحديثات ميزة التراجع عن الإرسال وميزة «الرد الذكي» التي تنشئ تلقائيًا أمثلة للردود القصيرة على بعض رسائل البريد الإلكتروني والمتوافقة مع تقويم جوجل لتنظيم الأحداث ومعاينة النشرات الإخبارية وميزة «الحفظ في علبة الوارد» التي تتيح للمستخدمين حفظ روابط لاستخدامها لاحقا.
تلقى صندوق الوارد بواسطة جي ميل مراجعات إيجابية بشكل عام. في إطلاقه ، كان يطلق عليه «الأصغر والمحبوب ، والمليء بالطبقات سهل التنقل». واعتبرت ميزاته مفيدة في العثور على الرسائل الصحيحة ، وأشار أحد المراجعين إلى أن الخدمة «تشبه إلى حد كبير مستقبل البريد الإلكتروني». ومع ذلك ، فقد تلقت أيضًا انتقادات ، خاصةً بسبب انخفاض كثافة المعلومات والخوارزميات التي تحتاج إلى التغيير والتبديل ، وأن الخدمة تتطلب من المستخدمين «التخلي عن التحكم» في تنظيم بريدهم الإلكتروني ، مما يعني أن «أي شخص لديه بالفعل نظام لتنظيم رسائلهم الإلكترونية من المرجح أن تجدها تعارض نظام جوجل». لاحظت جوجل في مارس 2016 أن 10٪ من إجمالي الردود على الأجهزة المحمولة نشأت من ميزة «الرد الذكي» في البريد الوارد.
في سبتمبر 2018 ، أعلنت جوجل أنها ستنهي الخدمة في مارس 2019. ووصفت جوجل البريد الوارد بأنه «مكان رائع لتجربة أفكار جديدة» ولاحظت أن العديد من هذه الأفكار انتقلت الآن إلى جي ميل. كما قالت الشركة إنها تريد المضي قدماً في تركيز مواردها على نظام بريد إلكتروني واحد.

## ميزات البريد الوارد من جي ميل
يقوم البريد من جي ميل بفحص رسائل جي ميل الواردة للمستخدم للحصول على معلومات. يقوم بتجميع رسائل البريد الإلكتروني المتعلقة بنفس الموضوع العام في حزمة منظمة بعنوان يصف محتوى الحزمة. على سبيل المثال ، يتم تجميع تذاكر الطيران وتأجير السيارات وحجوزات الفنادق إلى «السفر» ، مما يتيح للمستخدم نظرة عامة أسهل على رسائل البريد الإلكتروني. يمكن للمستخدمين أيضًا تجميع رسائل البريد الإلكتروني معًا من أجل «تعليم» علبة الوارد كيفية عمل المستخدم. تسلط الخدمة الضوء على التفاصيل الرئيسية والمعلومات المهمة في الرسائل ، مثل مسار الرحلات الجوية ومعلومات الأحداث والصور والمستندات. بالإضافة إلى ذلك ، يمكن للبريد الوارد استرداد المعلومات المحدّثة من الإنترنت ، بما في ذلك حالة الرحلات الجوية وتسليم الطرود في الوقت الفعلي. يمكن للمستخدمين تعيين رسائل تذكير على سطح الرسائل المهمة في وقت لاحق. في بعض الأحيان عندما يحتاج المستخدم إلى معلومات معينة ، يمكن للبريد الوارد مساعدة المستخدم من خلال تصفح التفاصيل المطلوبة. بالنسبة لتلك الأوقات التي يظهر فيها البريد الوارد المعلومات الغير مطلوبة في ذلك الوقت ، يمكن للمستخدمين إغفاء رسالة أو التذكير ، مع خيارات لجعل المعلومات تظهر مرة أخرى في وقت لاحق أو في مكان محدد.
في يونيو 2015 ، أضافت جوجل ميزة «تراجع عن الإرسال» إلى البريد الوارد ، مما منح المستخدمين 10 ثوانٍ للتراجع عن إرسال رسالة.
في نوفمبر 2015 ، أضافت جوجل وظيفة «الرد الذكي» إلى تطبيقات الجوال. باستخدام «الرد الذكي» ، تحدد علبة الوارد رسائل البريد الإلكتروني التي يمكن الرد عليها عن طريق الرد القصير ، وتوليد ثلاثة أمثلة للردود ، وتمكين المستخدمين من إرسال واحدة بنقرة واحدة. في البداية كان متاحًا فقط على تطبيقات أندرويد وآي أو إس للجوال ، تمت إضافة الرد الذكي إلى موقع البريد الوارد على الويب في مارس 2016 ، إلى جانب إعلان جوجل أن «10٪ من جميع ردودك على الجوال تستخدم بالفعل الرد الذكي».
في أبريل 2016 ، قامت جوجل بتحديث البريد الوارد بثلاث ميزات جديدة ؛ وهي تنظيم أحداث تقويم جوجل ومعاينة الرسائل الإخبارية ووظائف «حفظ في البريد الوارد» التي تتيح للمستخدمين حفظ الارتباطات لاستخدامها لاحقًا بدلاً من الاضطرار إلى إرسال روابط بالبريد الإلكتروني إلى أنفسهم.
في ديسمبر 2017 ، قدمت جوجل بطاقة «إلغاء الاشتراك» التي تتيح للمستخدمين إلغاء الاشتراك بسهولة من القوائم البريدية. تظهر البطاقة لرسائل البريد الإلكتروني من مرسلين محددين لم يفتحها المستخدم لمدة شهر.
منذ ذلك الحين تمت إضافة بعض الميزات الشائعة البريد الوارد من جي ميل الشائعة   إلى جي ميل:
- إغفاء رسائل البريد الإلكتروني
- النكز. هذا يعني أن جي ميل ينقل الرسائل القديمة إلى أعلى البريد الوارد عندما يعتقد أنك قد ترغب في المتابعة أو الرد.
- الإجراءات المنبثقة. هذا يعني أنه يمكن للمرء وضع مؤشر الماوس فوق رسالة واتخاذ إجراءات بسرعة مثل الأرشفة دون فتح البريد الإلكتروني.
- الرد الذكي. تعرض هذه الميزة العبارات المقترحة لبعض رسائل البريد الإلكتروني للرد بسرعة.[14]

يقال إن جوجل تريد في النهاية أيضًا إضافة ميزة الحزم إلى جي ميل، والتي تتوفر حاليًا فقط في البريد الوارد من جي ميل ، ولكن ليس لديها جدول زمني لذلك.

## المنصات
تم الإعلان عن البريد الوارد من جي ميل على أساس دعوة محدودة فقط في 22 أكتوبر 2014 ، وهو متاح على الويب ، ومن خلال أنظمة تشغيل أندرويد وآي أو إس . تم إصداره رسميًا للجمهور في 28 مايو 2015.